# Viktor Kee
Viktor Kee a Cirque du Soleil ukrán származású zsonglőre.

## Élete
Viktor Kee az ukrajnai Prilukiban született. Édesanyja táncos, apja zenész volt.

### Cirkuszfesztiválok
Karrierje 1994-ben kezdődött, amikor ezüstérmet és egy különdíjat nyert a 17. Holnap Cirkusza Világfesztiválon Párizsban. Ezután számos cirkuszfesztiválon megfordult, hol versenyzőként, hol pedig zsűritagként. 2003-ban Ezüst Bohóc-díjat nyert a 27. Nemzetközi Cirkuszfesztiválon, ahol II. Albert monacói herceg átadta át neki a díjat. 2008-ban a 32. Monte-carlói Nemzetközi Cirkuszfesztivál és a 7. Budapesti Nemzetközi Cirkuszfesztivál zsűrijében foglalt helyet.
Oleg Izossimovval közösen megalapították az ART VISION Entertainment vállalatot, amivel fiatal artistákat segítenek elindulni a pályán.

### Cirque du Soleil
1999-ben csatlakozott a Cirque du Soleil Dralion című műsorához, ahonnan 8 évvel később, 2007-ben lépett ki. A társulattal bejárta Kanadát, az USA-t, Mexikót, Angliát, Hollandiát, Ausztriát, Belgiumot, Svájcot és Spanyolországot is. 2004-ben a cirkusz Solstrom című tévésorozatában is szerepelt.
2012-ben visszatért a Cirque du Soleil színpadára. Jelenleg az Amaluna című show zsonglőrre, valamint a Cali figurát alakítja.